# 布庫拉湖
45°21.5′N 22°52.5′E / 45.3583°N 22.8750°E

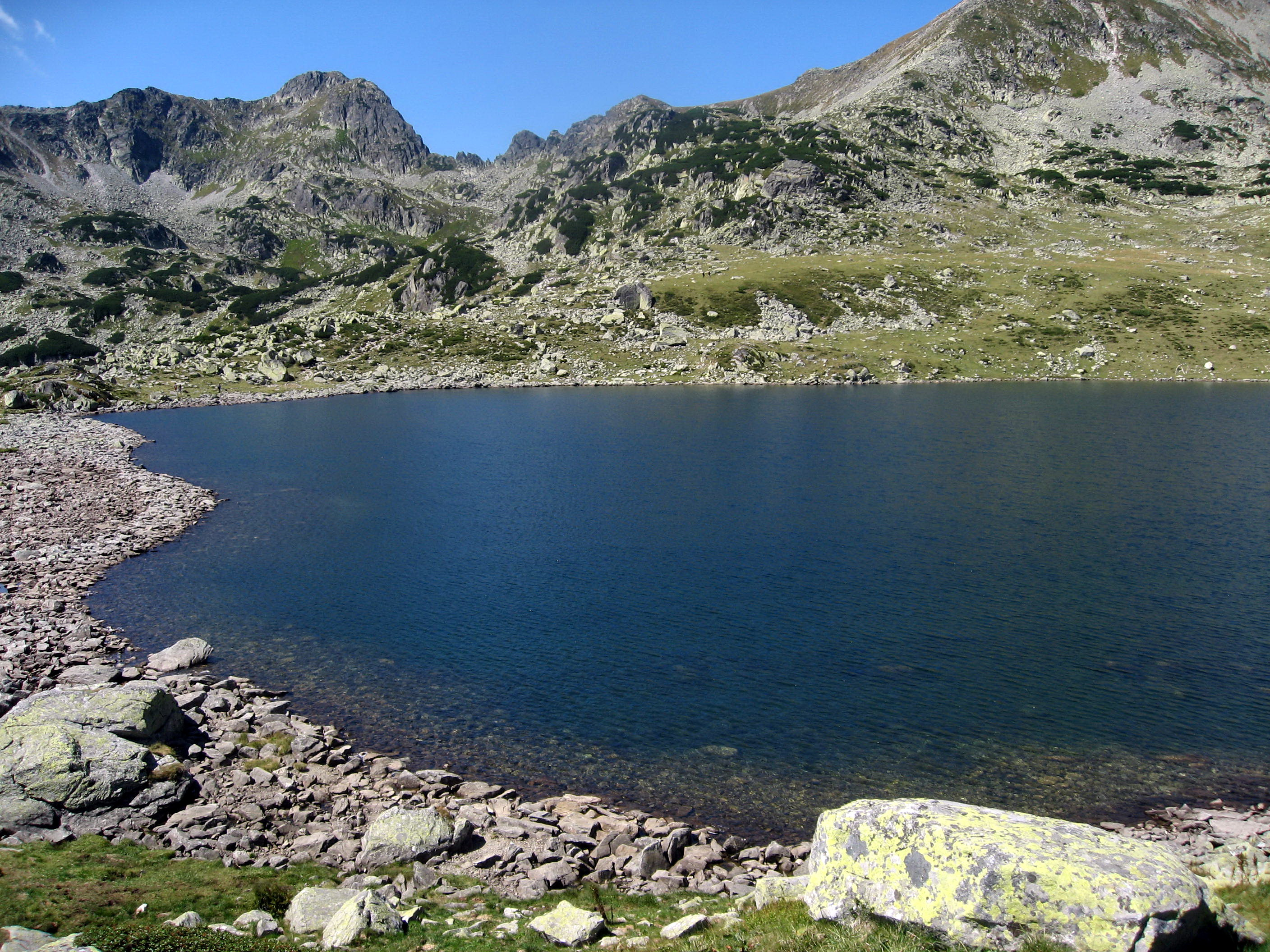
布庫拉湖

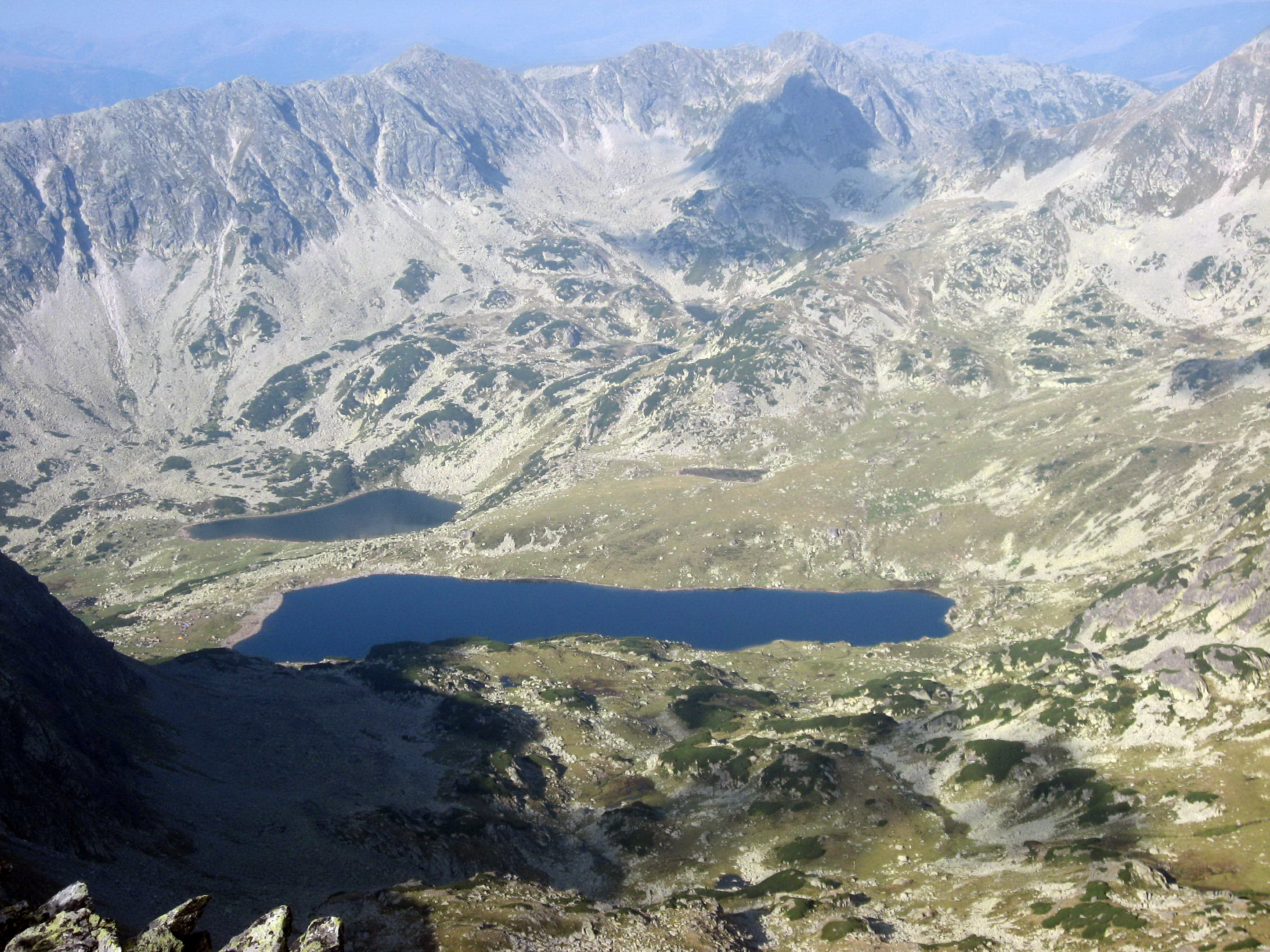
俯瞰

布庫拉湖（羅馬尼亞語：Lacul Bucura）是羅馬尼亞面積最大的冰川湖，位於雷泰扎特山脈，長0.55公里、寬0.23公里，面積0.1平方公里，海拔高度2,040米，最大水深15.5米，蓄水量63萬立方米，湖岸線長度1,390米。

## 外部連結
- （罗马尼亚文） "Lacul Bucura (Munţii Retezat)"